# Lizarba separata
Genre
Espèce
Lizarba separata, unique représentant du genre Lizarba, est une espèce d'araignées aranéomorphes de la famille des Hahniidae.

## Distribution
Cette espèce est endémique de l'État de Rio de Janeiro au Brésil,. Elle se rencontre à Teresópolis entre 1 600 et 1 800 m d'altitude.

## Description
La femelle holotype mesure 2,7 mm.

## Publication originale
- Roth, 1967 : A review of the South American spiders of the family Agelenidae (Arachnida, Araneae). Bulletin of the American Museum of Natural History, no 134, p. 297-346 (texte intégral).